# Kinetin
Kinetin, 6-(furfurylamino)-purin, C10H9 N5O, är en komplicerad kvävebas, som förekommer i växter, högre organismer och i jäst. Ämnet isolerades ursprungligen (1954) av Miller och Skoog et. al. som en komponent av autoklaverad sillmjölke-DNA.

## Egenskaper
Kinetin är en typ av cytokinin, en klass av växthormon, och har form av vita kristaller vid rumstemperatur. Redan i mindre koncentrationer än en ppm stimulerar den celldelning hos växtceller och tros reglera växernas tillväxt.

## Förekomst och framställning
Kinetin förekommer naturligt i cellernas DNA i nästan alla organismer som testats hittills, däribland mänskliga celler och olika växter. Mekanismen för produktion av kinetin i DNA tros vara via produktionen av furfural, och dess släckning av adeninbasens omvandling till N6-furfuryladenin.

## Användning
För närvarande är kinetin en av de allmänt använda komponenterna i hudvårds- och kosmetikaprodukter. Dessutom har det visat sig vara i stånd att korrigera RNA-fel vid sjukdomen familjär autonomi.
Kinetin kan användas kommersiellt för att öka avkastningen av olika frukter och grönsaker, samt för  produktion av kärnfria frukter.
Kinetin är också allmänt använt vid framställning av nya organ från vävnadskulturer.